# Rudträsket, Södermanland
Rudträsket är en liten sjö i Huddinge kommun i Södermanland som ingår i Tyresåns huvudavrinningsområde. Sjön är 1,4 meter djup, har en yta på 0,02 kvadratkilometer och befinner sig 60 meter över havet.
Sjön ingår i Tyresåns sjösystem. Sjön är en av de äldsta i länet, vilket gör den intressant för forskningen. Man har studerat intressanta växtplanktonarter, och bottensedimenten ger information om olika stadier av landhöjningsprocessen.